# Devon Levi
Pour les articles homonymes, voir Levi.
Devon Levi (né le 27 décembre 2001 à Dollard-des-Ormeaux au Québec au Canada) est un joueur professionnel canadien de hockey sur glace qui joue à la position de gardien de but.

## Biographie

### Jeunesse et carrière junior
Un natif de Dollard-des-Ormeaux et admirateur du gardien des Canadiens Carey Price, Levi joue son hockey midget avec les Lions du Lac Saint-Louis avant de rejoindre les Canadians de Carleton Place dans la catégorie Junior A, hors des ligues généralement utilisées pour les meilleurs espoirs juniors. Cette trajectoire est liée à son souhait de jouer dans la NCAA, interdit aux joueurs de la LCH. Il domine la ligue, remportant le prix de meilleur gardien junior A au pays ainsi que meilleure recrue. Lors du repêchage de 2020, Levi est sélectionné au septième tour par les Panthers de la Floride. Lors de la saison suivante, il commence son parcours avec les Huskies de Northeastern avec qui il s'était engagé à jouer pour depuis janvier 2020. Il s'inscrit alors pour étudier l'informatique. Les Catamounts du Vermont ont été les favoris pour recruté Levi jusqu'à ce que les Huskies lui permettent de débuter son parcours une année plus tôt.
Son passage dans l'organisation des Panthers est de courte durée. En juillet 2021, il est échangé aux Sabres de Buffalo en compagnie d'un choix de premier tour en retour de Samson Reinhart. Avec les Huskies, Levi domine le circuit universitaire avec le meilleur pourcentage d'arrêt deux ans de suite et en remportant le prix Mike-Richter remis au meilleur gardien du circuit. À Boston, il travaille avec l'entraineur des gardiens de but Michael Condon pour développer son jeu avant de devenir professionnel. Au moment de sa mise sous contrat par les Sabres, il est le seul joueur de son repêchage qui n'a pas été repêché au premier tour à signer un contrat d'entrée pour le salaire maximum permis.

### Carrière en club
Après avoir joué quelques matchs avec les Sabres dès sa mise sous contrat, Levi commence la saison 2023-2024 avec l'équipe et comme favori pour être le gardien partant. Ses débuts sont difficiles et il est envoyé au club-école de l'équipe, les Americans de Rochester, à la mi-saison. Alors qu'Ukko-Pekka Luukkonen s’établit comme le partant des Sabres, Levi est rappelé par les Sabres pour finir la saison et remplace le vétéran Eric Comrie comme remplaçant principal de l'équipe.

### Carrière en équipe nationale
Levi représente le Canada au niveau international. Après une performance remarquée au Défi mondial junior A où il remporte le prix de joueur le plus utile du tournoi, Levi représente le pays au championnat junior de 2021 bien qu'il ne fût pas un invité lors du camp estival. Il est seulement le troisième gardien universitaire à représenter le pays aux championnats juniors après Colton Point et David LeNeveu. L'année suivante, il est invité à représenter le pays aux Jeux olympiques de Tokyo puis au championnat du monde en 2022.

## Vie personnelle
Levi est le fils de Laurent Levi et Eta Yacowar. Peu avant son repêchage, ses parents achètent une propriété à Boca Raton, près du domicile des Panthers. Dans ses temps libres, Levi aime peindre pour contrebalancer la structure rigide qui guide la vie quotidienne des athlètes professionnels. Il est de confession juive.

## Statistiques

### Statistiques en club
| Saison    | Équipe                      | Ligue      |    | Saison régulière | Saison régulière | Saison régulière | Saison régulière | Saison régulière | Saison régulière | Saison régulière | Saison régulière | Saison régulière | Saison régulière |   | Séries éliminatoires | Séries éliminatoires | Séries éliminatoires | Séries éliminatoires | Séries éliminatoires | Séries éliminatoires | Séries éliminatoires | Séries éliminatoires | Séries éliminatoires |
| Saison    | Équipe                      | Ligue      | PJ | V                | D                | Pr/N             | Min              | BC               | Moy              | % Arr            | Bl               | Pun              | PJ               | V | D                    | Min                  | BC                   | Moy                  | % Arr                | Bl                   | Pun                  |                      |                      |
| 2014-2015 | Lions du Lac Saint-Louis    | Bantam AAA | 12 | 7                | 2                | 3                |                  |                  | 2,37             |                  | 0                |                  | 2                | 1 | 1                    | 0                    |                      | 1,50                 |                      | 0                    |                      |                      |                      |
| 2015-2016 | Lions du Lac Saint-Louis    | Bantam AAA | 19 | 10               | 5                | 4                |                  |                  | 2,26             |                  | 3                |                  | -                | - | -                    | -                    | -                    | -                    | -                    | -                    | -                    |                      |                      |
| 2016-2017 | Lions du Lac Saint-Louis    | Midget AAA | 23 | 11               | 10               | 0                |                  |                  | 2,69             | 92,5             | 5                |                  | 4                | 1 | 3                    | 0                    |                      | 3,53                 | 87,7                 | 0                    |                      |                      |                      |
| 2017-2018 | Lions du Lac Saint-Louis    | Midget AAA | 26 | 14               | 11               | 0                |                  |                  | 2,98             | 92,7             | 1                |                  | 5                | 2 | 3                    | 0                    |                      | 2,12                 | 94,2                 | 0                    |                      |                      |                      |
| 2018-2019 | Lions du Lac Saint-Louis    | Midget AAA | 28 | 14               | 13               | 0                |                  |                  | 3,10             | 90,9             | 2                |                  | 16               | 9 | 7                    | 0                    |                      | 2,49                 | 93,7                 | 2                    |                      |                      |                      |
| 2019-2020 | Canadians de Carleton Place | CCHL       | 37 | 34               | 2                | 1                |                  |                  | 1,47             | 94,1             | 8                |                  | -                | - | -                    | -                    | -                    | -                    | -                    | -                    | -                    |                      |                      |
| 2020-2021 | Huskies de Northeastern     | NCAA       | -  | -                | -                | -                | -                | -                | -                | -                | -                | -                | -                | - | -                    | -                    | -                    | -                    | -                    | -                    | -                    |                      |                      |
| 2021-2022 | Huskies de Northeastern     | NCAA       | 32 | 21               | 10               | 1                |                  |                  | 1,54             | 95,2             | 10               |                  | -                | - | -                    | -                    | -                    | -                    | -                    | -                    | -                    |                      |                      |
| 2022-2023 | Huskies de Northeastern     | NCAA       | 34 | 17               | 12               | 5                |                  |                  | 2,24             | 93,3             | 6                |                  | -                | - | -                    | -                    | -                    | -                    | -                    | -                    | -                    |                      |                      |
| 2022-2023 | Sabres de Buffalo           | LNH        | 7  | 5                | 2                | 0                |                  |                  | 2,24             | 90,5             | 0                |                  | -                | - | -                    | -                    | -                    | -                    | -                    | -                    | -                    |                      |                      |
| 2023-2024 | Sabres de Buffalo           | LNH        | 23 | 10               | 8                | 2                |                  |                  | 3,10             | 89,9             | 0                |                  | -                | - | -                    | -                    | -                    | -                    | -                    | -                    | -                    |                      |                      |
| 2023-2024 | Americans de Rochester      | LAH        | 26 | 16               | 6                | 4                |                  |                  | 2,42             | 92,7             | 0                |                  | 5                | 2 | 3                    | 0                    |                      | 2,57                 | 92,3                 | 0                    |                      |                      |                      |

### Statistiques en équipe nationale
| Année | Équipe        | Compétition                 |   | PJ | V | D | Pr/N | Min | BC   | Moy  | % Arr | Bl | Pun               |  | Résultat |
| 2021  | Canada junior | Championnat du monde junior | 7 | 6  | 1 | 0 |      |     | 0,75 | 96,4 | 3     |    | Médaille d'argent |  |          |
| 2022  | Canada        | Jeux olympiques             | 0 | 0  | 0 | 0 | 0    | 0   |      |      | 0     | 0  | 6e place          |  |          |
| 2023  | Canada        | Championnat du monde        | 1 | 1  | 0 | 0 |      |     | 2,00 | 91,7 | 0     |    | Médaille d'or     |  |          |